# 7465 Munkanber
7465 Munkanber este un asteroid din centura principală de asteroizi.

## Descriere
7465 Munkanber este un asteroid din centura principală de asteroizi. A fost descoperit pe 31 octombrie 1989 la Stakenbridge de Brian G. W. Manning. El prezintă o orbită caracterizată de o semiaxă mare de 2,25 ua, o excentricitate de 0,17 și o înclinație de 2,5° în raport cu ecliptica.